# Iglesia de San José Obrero (Valladolid)
La iglesia de San José Obrero es un templo moderno ubicado en Valladolid. 

## Historia y Estilo
Se trata de la parroquia perteneciente al Barrio de San Pedro Regalado, ubicado al norte del núcleo urbano y que fue construido de nueva planta entre 1951-56 para dar alojamiento a parte de la creciente inmigración de la ciudad. El edificio fue proyectado por el arquitecto Julio González Martín y realizado entre 1959 y 1961. Posee una amplia nave central, una lateral secundaria sobre la que se ubica el coro alto y torre lateral a los pies. Los muros que cierran el templo están formalizados como pantallas que dejan entrar suavemente la luz. Lo más destacable es su retablo, que proviene de una iglesia del municipio de Villalar de los Comuneros.